# Thạch quyển

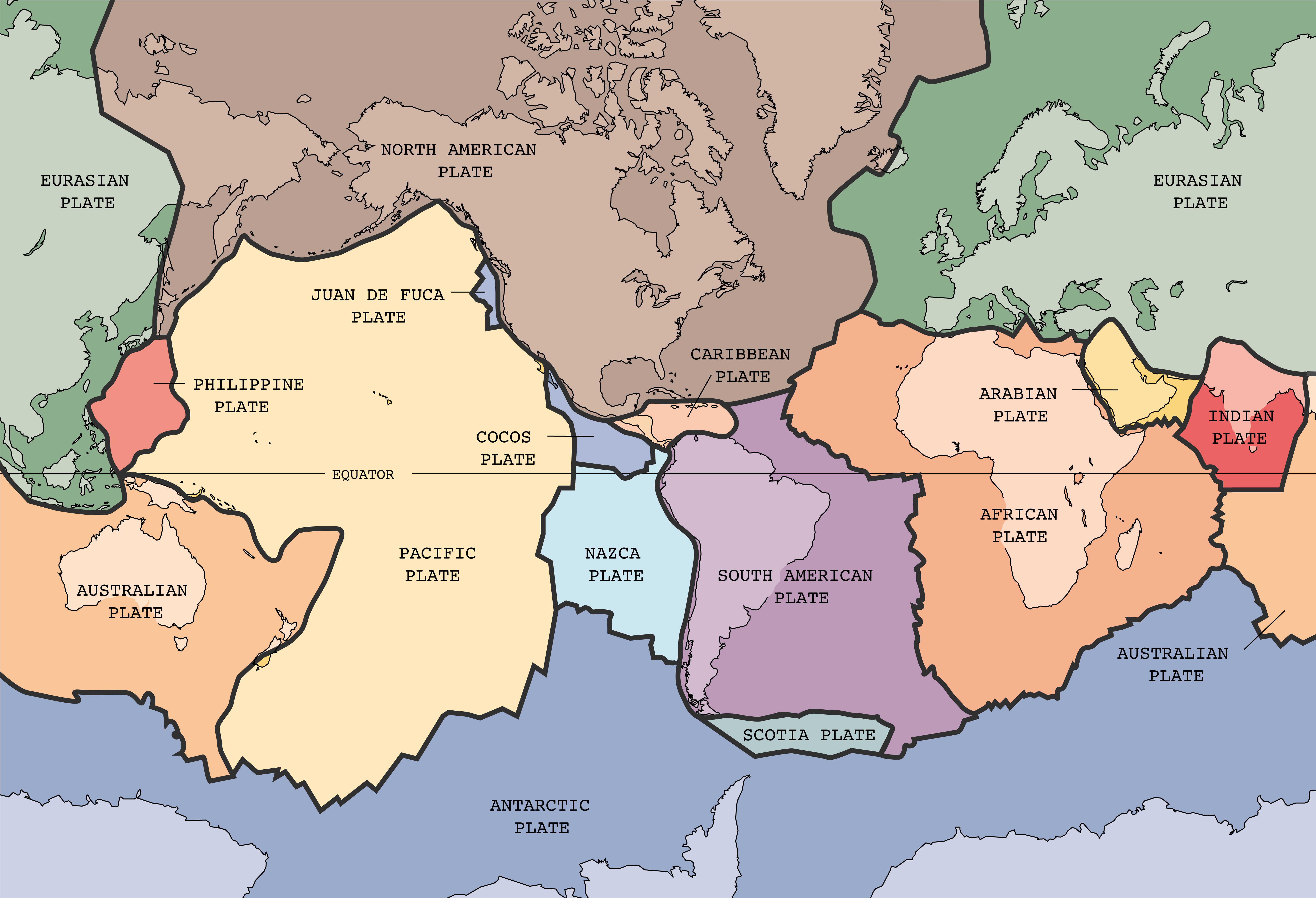
Các mảng (đĩa) thạch quyển.

Thạch quyển là lớp vỏ cứng ngoài cùng nhất của các hành tinh có đất đá. Trên Trái Đất, thạch quyển bao gồm lớp vỏ và tầng trên cùng nhất của lớp phủ (lớp phủ trên hoặc thạch quyển dưới), được kết nối với lớp vỏ. Thạch quyển bị chia nhỏ ra thành các mảng khác nhau như trên hình.
Đặc trưng phân biệt của thạch quyển không phải là thành phần của nó mà là các thuộc tính về sự trôi dạt của nó. Dưới ảnh hưởng của các ứng suất dài hạn và cường độ thấp gây ra các chuyển động kiến tạo địa tầng, thạch quyển phản ứng về cơ bản như là lớp vỏ cứng, trong khi quyển astheno có tác động như là một lớp chất lỏng có độ nhớt nhẹ. Cả lớp vỏ và tầng trên của lớp phủ trôi trên quyển astheno có "độ dẻo" cao hơn. Lớp vỏ được phân biệt với lớp phủ và như vậy là tầng trên của lớp phủ bằng sự thay đổi trong thành phần hóa học tại khu vực của điểm gián đoạn Mohorovičić.
Độ dày của thạch quyển dao động từ khoảng 1,6 Km (1 dặm) ở các sống lưng giữa đại dương tới khoảng 130 km (80 dặm) gần lớp vỏ đại dương cổ. Độ dày của mảng thạch quyển lục địa là khoảng 150 km (93 dặm).
Do lớp bề mặt đang nguội đi trong hệ thống đối lưu của Trái Đất, độ dày của thạch quyển tăng dần lên theo thời gian. Nó bị chia cắt ra thành các mảng tương đối lớn, được gọi là các mảng kiến tạo và chúng chuyển động tương đối độc lập với nhau. Chuyển động này của các mảng thạch quyển được miêu tả như là kiến tạo địa tầng. Có hai dạng của thạch quyển là:
- Vỏ đại dương.
- Vỏ lục địa.

## Thạch quyển Trái Đất
Thạch quyển của Trái Đất bao gồm lớp vỏ và lớp phủ trên cùng, tạo thành lớp ngoài cứng và cứng của Trái Đất. Các thạch quyển được chia thành các mảng kiến tạo. Phần trên cùng của thạch quyển phản ứng hóa học với khí quyển, thủy quyển và sinh quyển thông qua quá trình hình thành đất được gọi là tầng sinh quyển. Các thạch quyển được bảo vệ bởi thiên thạch là phần yếu hơn, nóng hơn và sâu hơn của lớp phủ trên. Các ranh giới Thạch quyển-Quyển được xác định bởi sự khác biệt trong ứng phó với ứng suất: thạch quyển vẫn cứng trong thời gian địa chất rất dài, trong đó nó biến dạng đàn hồi và thông qua sự cố giòn, trong khi astheno biến dạng một cách nhớt và chịu được biến dạng do biến dạng dẻo.

### Lịch sử của khái niệm
Khái niệm về thạch quyển như lớp ngoài mạnh mẽ của Trái Đất được mô tả bởi AEH Love trong chuyên khảo "Một số vấn đề về Địa chất học" và được phát triển thêm bởi Joseph Barrell, người đã viết một loạt bài báo về khái niệm này và giới thiệu thuật ngữ "thạch quyển".  Khái niệm này dựa trên sự hiện diện của dị thường trọng lực đáng kể trên lớp vỏ lục địa, từ đó ông suy luận rằng phải tồn tại một lớp trên mạnh mẽ, vững chắc (mà ông gọi là thạch quyển) phía trên lớp yếu hơn có thể chảy (mà ông gọi là asthenosphere). Những ý tưởng này đã được Reginald Aldworth Daly mở rộng vào năm 1940 với công trình bán kết "Sức mạnh và cấu trúc của Trái Đất".Chúng đã được chấp nhận rộng rãi bởi các nhà địa chất và địa vật lý. Những khái niệm về một thạch quyển mạnh nằm trên một astheno yếu là rất cần thiết cho lý thuyết về kiến tạo mảng.

### Các loại
Các loại thạch quyển khác nhau
Có hai loại thạch quyển:
- Thạch quyển đại dương, liên kết với lớp vỏ đại dương và tồn tại trong các lưu vực đại dương (mật độ trung bình khoảng 2,9 gram trên mỗi cm khối)
- Thạch quyển lục địa, liên kết với lớp vỏ lục địa (mật độ trung bình khoảng 2,7 gram trên mỗi cm khối)

Độ dày của thạch quyển được coi là độ sâu của đường đẳng nhiệt liên quan đến sự chuyển đổi giữa hành vi giòn và nhớt.  Nhiệt độ tại đó olivine bắt đầu biến dạng nhớt (~ 1000 °C) thường được sử dụng để thiết lập đường đẳng nhiệt này vì olivine thường là khoáng chất yếu nhất ở lớp phủ trên. Thạch quyển đại dương thường dày khoảng 50 trận 140 km  (nhưng bên dưới các dải núi giữa đại dương không dày hơn lớp vỏ), trong khi thạch quyển lục địa có phạm vi độ dày từ khoảng 40 km đến khoảng 280 km;  phần trên ~ 30 đến ~ 50 km của thạch quyển lục địa điển hình là lớp vỏ. Phần lớp phủ của thạch quyển bao gồm phần lớn peridotit. Lớp vỏ được phân biệt với lớp phủ trên bởi sự thay đổi thành phần hóa học diễn ra tại sự gián đoạn Moho.

#### Thạch quyển đại dương
Thạch quyển đại dương bao gồm chủ yếu là mafic lớp vỏ và siêu mafic manti (peridotit) và nặng hơn thạch quyển lục địa, mà lớp vỏ được kết hợp với lớp vỏ làm bằng felsic đá. Thạch quyển đại dương dày lên khi nó già đi và di chuyển ra khỏi sườn núi giữa đại dương. Sự dày lên này xảy ra bằng cách làm mát dẫn điện, biến đổi tầng khí quyển nóng thành lớp phủ thạch quyển và làm cho thạch quyển đại dương ngày càng dày và dày đặc theo tuổi tác. Trong thực tế, thạch quyển đại dương là một lớp ranh giới nhiệt cho sự đối lưu  trong lớp phủ. Độ dày của phần lớp phủ của thạch quyển đại dương có thể được xấp xỉ là một lớp ranh giới nhiệt dày lên như căn bậc hai của thời gian.
Thạch quyển đại dương ít đậm đặc hơn asthenosphere trong vài chục triệu năm nhưng sau đó nó trở nên ngày càng dày đặc hơn asthenosphere. Điều này là do lớp vỏ đại dương khác biệt hóa học nhẹ hơn so với astheno, nhưng sự co lại nhiệt của thạch quyển lớp phủ làm cho nó dày đặc hơn so với astheno. Sự mất ổn định hấp dẫn của thạch quyển đại dương trưởng thành có tác động tại các khu vực hút chìm, thạch quyển đại dương luôn luôn chìm xuống bên dưới thạch quyển đè lên, có thể là đại dương hoặc lục địa. Thạch quyển đại dương mới liên tục được sản xuất tại các rặng giữa đại dương và được tái chế trở lại lớp phủ tại các khu vực hút chìm. Kết quả là, thạch quyển đại dương trẻ hơn nhiều so với thạch quyển lục địa: thạch quyển đại dương lâu đời nhất khoảng 170 triệu năm tuổi, trong khi các phần của thạch quyển lục địa là hàng tỷ năm tuổi. Các phần lâu đời nhất của thạch quyển lục địa nằm dưới các cratons, và thạch quyển lớp phủ ở đó dày hơn và ít đậm đặc hơn so với điển hình; mật độ tương đối thấp của "rễ cây" như vậy giúp ổn định các khu vực này.

#### Thạch quyển chìm
Các nghiên cứu địa vật lý vào đầu thế kỷ 21 cho thấy các mảnh lớn của thạch quyển đã bị hút vào lớp phủ sâu tới 2900 km đến gần ranh giới lớp phủ lõi,  trong khi các phần khác "trôi nổi" ở lớp phủ trên,  trong khi một số dính xuống lớp phủ xa tới 400 km nhưng vẫn "gắn" với mảng lục địa phía trên,  tương tự như phạm vi của "kiến tạo" do Jordan đề xuất năm 1988.

## Đá xenolith
Các nhà địa chất học có thể trực tiếp nghiên cứu bản chất của lớp phủ lục địa bằng cách kiểm tra xenolit lớp phủ  đưa lên trong kimberlite, lamproite và các ống núi lửa khác. Lịch sử của các xenolith này đã được nghiên cứu bằng nhiều phương pháp, bao gồm các phân tích về sự phong phú của các đồng vị của osmium và rhenium. Các nghiên cứu như vậy đã xác nhận rằng các lớp phủ thạch quyển bên dưới một số craton đã tồn tại trong thời gian hơn 3 tỷ năm, mặc dù dòng chảy lớp phủ đi kèm với kiến tạo mảng.